# Wanamaker Grand Court Organ
Le Wanamaker Grand Court Organ est un orgue géant installé dans le grand magasin Macy's (anciennement magasin Wanamaker) à Philadelphie, dans l'État de Pennsylvanie aux États-Unis.
Avec 28 482 tuyaux recensés, 396 registres, 463 rangs de tuyaux et une console à six claviers, il est le second plus grand orgue au monde après le Boardwalk Hall Auditorium Organ d'Atlantic City, qui comporte 33 114 tuyaux, 314 registres, 449 rangs de tuyaux et la seule console à sept claviers au monde. Néanmoins, l'orgue d'Atlantic City étant très détérioré, beaucoup de ses registres sont actuellement injouables ou coupés de la console, aussi le Wanamaker est-il considéré comme le plus grand orgue au monde en état de fonctionner.
L'orgue Wanamaker est joué deux fois par jour au minimum, dont une fois à midi, du lundi au samedi. Pendant la période de Noël, l'instrument est utilisé plus souvent. Une fois l'an a lieu le Wanamaker Organ Day, festival au cours duquel sont invités des organistes renommés.
Depuis 1989, son titulaire est Peter Richard Conte.

## Histoire

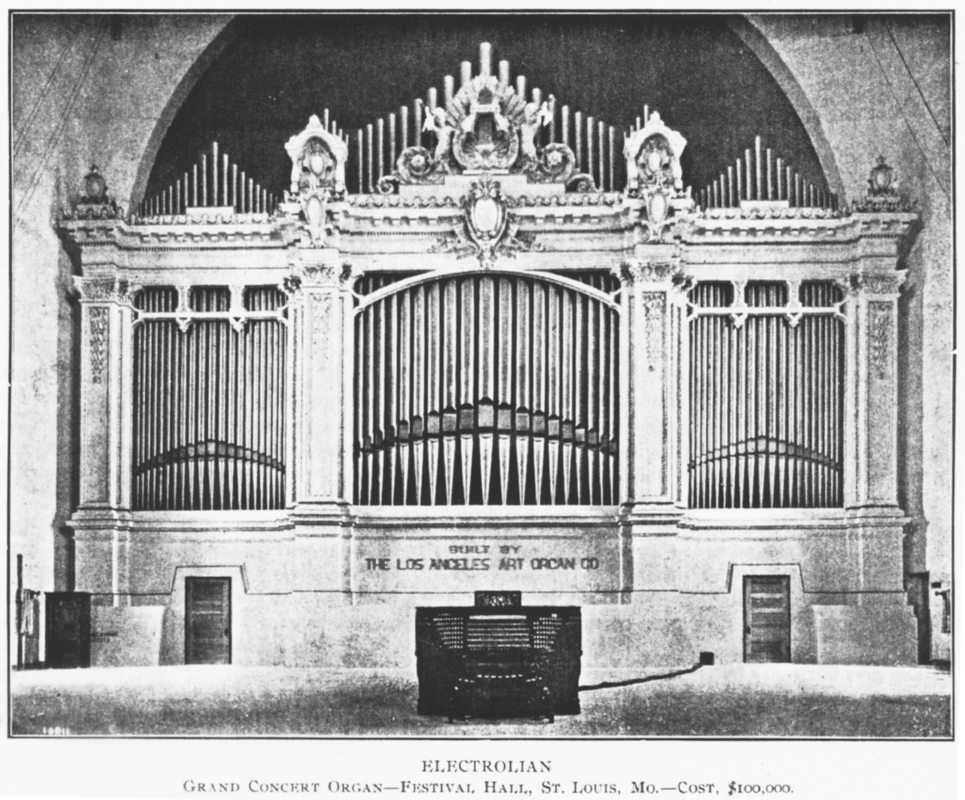
L'instrument originel, tel qu'il se présentait à son installation en 1904.

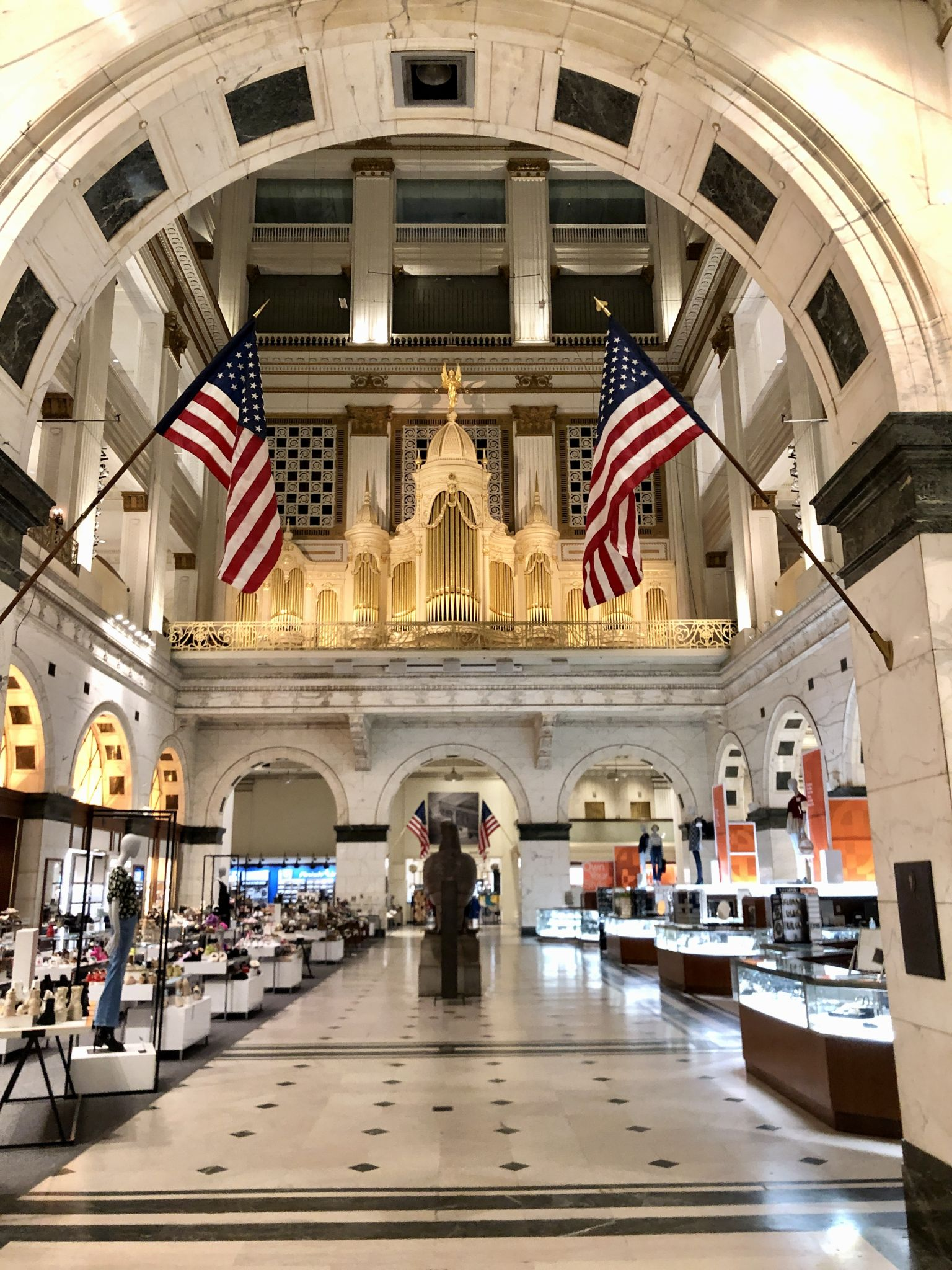
Le Wanamaker Grand Court Organ dans son état actuel. Il occupe plusieurs chambres réparties sur cinq des six niveaux du grand magasin Macy's de Philadelphie. À l'étage situé juste au-dessus du buffet, on distingue trois chambres occultées par des volets d'expression.

L'orgue d'origine, nettement moins grand que l'instrument actuel, a été conçu pour être exposé lors de l'Exposition universelle de 1904 à Saint-Louis, Missouri, par le facteur d'orgues Murray M. Harris qui a confié la conception du plan à George Ashdown Audsley, célèbre concepteur d'orgues et architecte. La création de l'instrument a causé la ruine de son facteur, qui s'est vu contraint de céder sa société à la Los Angeles Art Organ Company. C'est finalement l'homme d'affaires américain Rodman Wanamaker, gérant à Philadelphie d'un grand magasin appartenant à son père John et amateur d'orgues, qui achète l'instrument en 1909. Il souhaite avoir « le meilleur orgue du monde » et fait inaugurer l'instrument, retouché pour s'inscrire dans son nouvel espace, en 1911. On conçoit pour lui un nouveau buffet qui recouvre l'ancienne structure porteuse.
Afin de pallier la relative faiblesse de cet orgue, qui est pourtant déjà le plus vaste au monde mais dont la puissance sonore doit pouvoir remplir le vaste volume du grand magasin, Wanamaker crée sa propre facture d'orgues au sein même de son magasin et fait apporter de nombreuses extensions à l'orgue au fil des années, la dernière commandée de son vivant (Rodman Wanamaker meurt en 1928) s'achevant en 1930.
L'orgue acquiert rapidement le statut d'instrument incomparable et de nombreux organistes et compositeurs du monde entier viennent en jouer, comme Marcel Dupré qui y crée sa Symphonie-Passion.
Le Wanamaker Grand Court Organ, situé dans un bâtiment reconnu National Historic Landmark en 1978, fait partie des sites touristiques les plus connus de Philadelphie et est un point de rendez-vous familial traditionnel lors des fêtes de Noël.
En janvier 2025, Macy's a annoncé la fermeture de 66 magasins d'ici mars 2025 incluant le Wanamaker, et de 150 magasins « sous-performants » d'ici 2026. L'avenir de l'orgue est actuellement inconnu.